# ملعب لا بوتيك
ملعب لا بوتيك (بالإنجليزية: Estadio La Boutique)‏ هو ملعب كرة قدم يقع في قرطبة، الأرجنتين، يتسع لـ 16,500 متفرج.

## التاريخ
افتتح الملعب في 31 أكتوبر 1931.